# Paradoxornis flavirostris
El picoloro pechinegro (Paradoxornis flavirostris) es una especie de ave paseriforme de la familia Sylviidae endémica del noreste del subcontinente indio.

## Descripción
Mide alrededor de 19 cm de largo. El plumaje de casi todo su cuerpo es de tonos castaños, más claros en las partes inferiores, con la excepción de la zona del rostro, la garganta y la parte superior del pecho que es negra, menos la parte frontal de las mejillas donde tiene una mancha blanca. Su robusto pico con forma de pico de loro es de color amarillo, mientras que sus patas son negruzcas.

## Distribución
Actualmente se encuentra en el extremo nororiental de la India, en los altiplanos y las faldas de las montañas del valle del Brahmaputra, en Arunachal Pradesh y Assam. En el pasado también se encontraba en Bangladés y posiblemente en el este de Nepal y Bután. Solía estar más extendido y ser localmente común, pero los censos más recientes lo localizan únicamente en tres poblaciones separadas, una en Arunachal Pradesh y dos en Assam, por ello que la UICN lo considera una especie vulnerable.